# Uranophora pseudolelex
Uranophora pseudolelex är en fjärilsart som beskrevs av Rothschild 1912. Uranophora pseudolelex ingår i släktet Uranophora och familjen björnspinnare. Inga underarter finns listade i Catalogue of Life.